# Langhalet hermelin
Den langhalede hermelin (Mustela frenata) er et dyr i mårfamilien under rovdyrene.

Den findes i to underarter
- Mustela frenata frenata
- Mustela frenata longicauda